# くれいじーまぐねっと
くれいじーまぐねっと（CrazyMagnet）は、エア、UraN、浅見めいから成る日本の3人組女性YouTuber。スターレイプロダクション所属。愛称はくれまぐ。ファンネームはまぐねっこ。

## 概要
メンバーであるエア、UraN、浅見めいの3人は、ほぼ同じタイミングでスターレイプロダクションに入所し、マネージャーからYouTubeを始めるという名目で集められた。
グループ名の由来については、秋葉原のファミレスにて3人で話し合いが行われ、ノートに色々な言葉を書き出して、連想ゲームのようにして考えていた。その時にマネージャーから「この3人で化学反応を起こしてください」というLINEが来て、化学反応の英単語を調べていくうちに「クレイジー」と「マグネット」を見つけ、カタカナよりも平仮名の方が丸っこくて可愛いかなと思い「くれいじーまぐねっと」に決まった。

## 略歴
- 2018年2月11日 - YouTubeチャンネルを開設[1]。
- 2018年12月15日 - YouTubeチャンネルの登録者数が10万人を突破[4]。
- 2021年10月11日 - YouTubeチャンネルの登録者数が100万人を突破[5]。
- 2022年4月4日 - NHK Eテレ『沼にハマってきいてみた』に準レギュラーで出演。
- 2022年4月9日 - TOKYO MX『シェアリーハウス☆』にレギュラーで出演[6]。
- 2022年9月15日 - アパレルブランド「CANVY（キャンビー）」を始動[7][8]。
- 2022年12月6日 - 『YouTube FanFest Japan』に初出演。
- 2023年5月18日 - 女性のヘルスケアの啓発活動を行う「女性からだ推進大使」に就任[9]。
- 2024年1月13日 - YouTubeチャンネルの登録者数が200万人を突破[10]。

## メンバー
| 名前     | 生年月日               | 出身地 | 血液型 | 身長  | メンバーカラー | 出典   |
| -------- | ---------------------- | ------ | ------ | ----- | -------------- | ------ |
| エア     | 1997年10月18日（27歳） | 宮城県 | O型    | 165cm | 黄             | [ 11 ] |
| UraN     | 1997年3月7日（28歳）   | 福島県 | O型    | 153cm | 赤             | [ 12 ] |
| 浅見めい | 2000年11月2日（24歳）  | 千葉県 | O型    | 163cm | 青             | [ 13 ] |

## スタッフ
| 名前         | メンカラ | 呼び名             |
| ------------ | -------- | ------------------ |
| 大城         | 紺       | 社長、大城さん     |
| 大西（なな） | ピンク   | ななちゃん         |
| とらこ       | 緑       | とらこ、とらこさん |
| 水口         | 水色     | 水口さん           |
| 阿部         | 紫       | あべちゃん         |

## 出演

### テレビ番組
- 沼にハマってきいてみた（2022年4月4日 - 2023年3月28日、NHK Eテレ） - 準レギュラー「ぬまメン」
- シェアリーハウス☆（2022年4月9日 - 9月10日、TOKYO MX） - レギュラー[6]

## 広告

### CM
- セガ ウェブ動画（2022年4月）
- カンロ マロッシュ ウェブCM（2022年6月）
- YouTube Shorts テレビCM（2022年9月）
- 三井住友カード ウェブCM（2022年10月）
- 日本コカ・コーラ ジョージア ウェブCM（2023年9月）

### 広報
- タリーズコーヒージャパン「ちょい足しタリーズ」キャンペーンビジュアル（2019年5月 - 8月9日）
- 大正製薬 リポビタンD「#とどけ ファイト」キャンペーンアンバサダー（2019年7月1日 - 14日）[14]
- コクヨ Campus キャンペーンビジュアル（2020年3月18日 - 5月15日）[15]
- ファーイーストイノベーターズ CANVY プロデューサー（2022年9月15日）[7][8]
- 江崎グリコ「ポッキー＆プリッツの日」コンビニアンバサダー（2022年11月）[16]
- 女性からだ情報局 女性からだ推進大使（2023年5月18日）[9]

## イベント

### 単独イベント
- くれまぐプリクラオフ会（2019年3月）
- SPPINS×くれいじーまぐねっと（2019年6月）
- SPINNS×くれいじーまぐねっと 5都市来店イベント（2020年1月）[17]
- くれまぐ主催イベントまぐねっこ夏休み感謝祭（2022年8月16日）